# Ríu ríu chíu

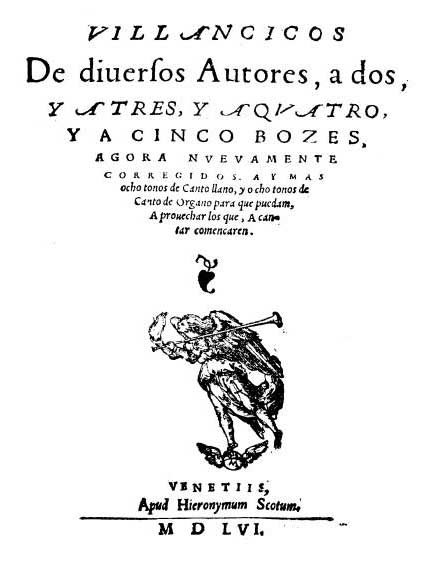
Portada del Cancionero de Upsala

Ríu ríu chíu es un villancico español del renacimiento cuya letra y música proceden del Cancionero de Upsala. Aunque en esta publicación no consta el autor, se cree que fue compuesto por Mateo Flecha el Viejo.

## Descripción
Aunque algunas fuentes lo describen como anónimo, está atribuido a Mateo Flecha el Viejo que falleció en 1553. La obra guarda algunas similitudes con el villancico Falalanlera del compositor español Bartomeu Cárceres. El texto y la música proceden de una única fuente conocida, el Cancionero de Upsala, publicado en Venecia en 1556. La única copia existente se encuentra en la biblioteca de la Universidad de Upsala y es la composición número 14 de las que integran el texto.
El texto expone dos temas principales, la liberación de María del pecado original y el nacimiento de Jesús.

## Letra
Ríu, ríu, chíu, la guarda ribera,
Dios guardó el lobo de nuestra cordera.

El lobo rabioso la quiso morder
Mas Dios Poderoso la supo defender
Quísola hacer que no pudiese pecar
Ni aun original esta virgen no tuviera.

Éste que es nacido es el Gran Monarca
Cristo Patriarca de carne vestido
Hamos redimido con se hacer chiquito
Aunque era infinito finito se hiciera.

Muchas profecías lo han profetizado
Y aún en nuestros días lo hemos alcanzado
A Dios humanado vemos en el suelo
Y al hombre en el cielo porque Él le quisiera

Yo vi mil Garzones que andavan cantando
Por aquí volando haciendo mil sones
Diciendo a gascones Gloria sea en el Cielo
Y paz en el suelo pues Jesús nasciera.

## Wikisourse
Letra de Ríu ríu Chíu en wikisource
- Datos: Q7386469
- Multimedia: Ríu Ríu Chíu / Q7386469
- Textos: Riu, riu, chiu